# Белинска Бяла черква
Белинска Бяла черква възниква на брега на река Росица, в местността Селище.
Останалите живи хора след опожаряването на старобългарско селище, разположено в местностите „Юртлука“ и „Бати бара“, прислугата и монасите от манастира „Св. Йоанъ Предтеча“ след опожаряването му от турците през XIV в., както и други бежанци, се заселват в съществуващото село Белинска Бяла черква.
Според преданието неговите жители са участвали в първото Търновско въстание през 1598 г., след което турците опожаряват селището.